# Stenopelmatus cahuilaensis
Stenopelmatus cahuilaensis é uma espécie de insecto da família Stenopelmatidae.
É endémica dos Estados Unidos da América.